# Аттама, Джозеф
Джозеф Ларвех Аттама (англ. Joseph Larweh Attamah; род. 22 мая 1994 года, Аккра) — ганский футболист, полузащитник турецкого клуба «Кайсериспор».

## Клубная карьера
Джозеф Аттама начинал свою карьеру футболиста в ганском клубе «Тема Ют», где провёл 15 матчей в чемпионате Ганы, не забив ни одного гола. В середине августа 2014 года он подписал контракт с командой турецкой Первой лиги «Адана Демирспор». 2 февраля 2015 года Аттама впервые забил гол на высоком уровне, отметившись дублем в гостевом поединке против «Денизлиспора».
В начале июля 2016 года Аттама перешёл в команду турецкой Суперлиги «Истанбул Башакшехир». Сыграв всего 11 матчей в сезоне 2018/19, Аттама на правах аренды перешёл в «Ризеспор». 25 января 2020 года он перебрался в «Фатих Карагюмрюк» после того, как его аренда с «Ризеспором» была расторгнута.
2 сентября 2020 года Аттама присоединился к «Кайсериспору», подписав трёхлетний контракт.

## Международная карьера
В 2013 году он принял участие в чемпионате мира среди молодёжных команд, проходившем в Турции. На турнире провёл 6 матчей и забил один мяч.
Аттама дебютировал за сборную Ганы 1 сентября 2017 года в матче отборочного турнира к ЧМ—2018 со сборной Конго.